# Liste des sites mégalithiques de Swansea
Cette liste non exhaustive recense les principaux sites mégalithiques de Swansea.

## Cartographie
Localisation des principaux sites mégalithiques de Swansea
| : Complexes mégalithiques · : Alignements, henges, cromlechs · : Dolmens, menhirs, tumulus, cairns · |

## Liste
| Site                | Type  | Notes                                | Coordonnées                 | Image |
| ------------------- | ----- | ------------------------------------ | --------------------------- | ----- |
| Parc cwm long cairn | Cairn | Parc composé également d'un cromlech | 51° 35′ 19″ N, 4° 06′ 46″ O |       |